# Anopheles sawyeri
Anopheles sawyeri este o specie de țânțari din genul Anopheles, descrisă de Causey, Deane și Sampaio în anul 1943. Conform Catalogue of Life specia Anopheles sawyeri nu are subspecii cunoscute.